# (39434) 1202 T-3
1202 T-3 (asteroide 39434) é um asteroide da cintura principal. Possui uma excentricidade de 0.03623330 e uma inclinação de 5.45745º.
Este asteroide foi descoberto no dia 17 de outubro de 1977 por Cornelis Johannes van Houten e Ingrid van Houten-Groeneveld e Tom Gehrels em Palomar.